# Viacom

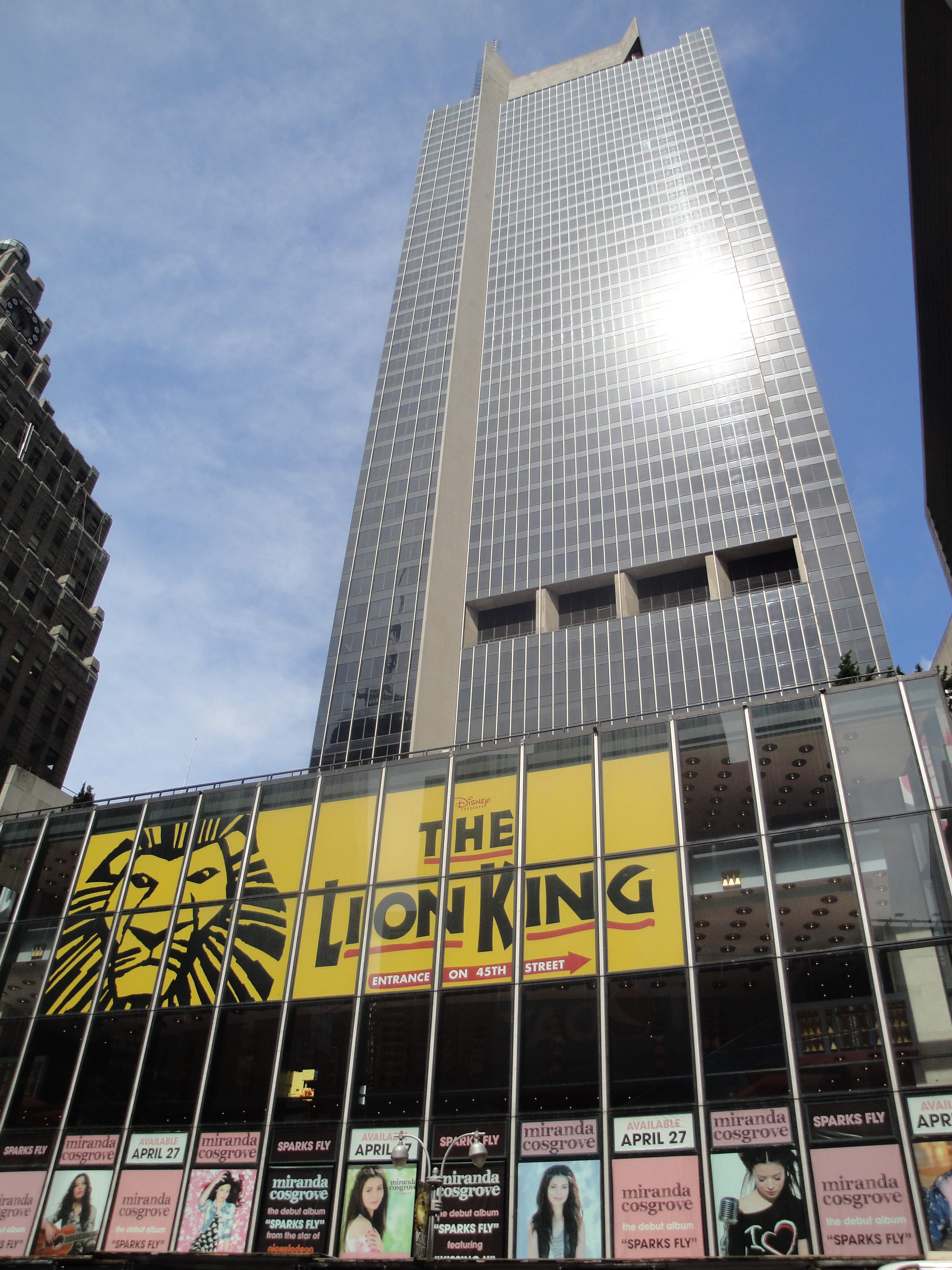
Viacom-Hauptgebäude in New York City

Logo der „alten“ Viacom

Viacom Inc. war ein US-amerikanischer Medienkonzern mit Sitz in New York City mit verschiedenen weltweiten Beteiligungen an Kabel- und Satellitenfernsehgesellschaften (MTV Networks und BET), Videospieleherstellern (Sega of America) sowie Filmproduktionen und -verleihern (Paramount Pictures, Dreamworks).
Das Unternehmen Viacom Inc. entstand am 31. Dezember 2005 durch die Aufteilung des alten Viacom-Konzerns in CBS Corporation und (neue) Viacom. Rechtlich handelt es sich bei der CBS Corporation um die vormalige Viacom, deren Name geändert wurde. Die durch einen Spin-off entstandene „neue“ Viacom ist dagegen rechtlich nicht die Nachfolgegesellschaft der alten Viacom, sondern eine Neugründung, auf welche die Unternehmensteile – im Wesentlichen MTV Networks und Paramount Pictures – übertragen wurden.
Das Unternehmen wurde von 2006 bis 2016 von Philippe P. Dauman geleitet, seit Dezember 2016 ist Robert Bakish CEO. Sumner Redstone war der Gründer und durch den Konzern National Amusements Mehrheitsanteilseigner von Viacom.
Am 4. Dezember 2019 gaben Viacom Inc. und die CBS Corporation den Startschuss des Gemeinschaftsunternehmens bekannt. Aus den Unternehmen Viacom Inc. und CBS Corporation wurde die ViacomCBS Inc.

## Geschichte
Im März 2005 kündigte die frühere Viacom (nun CBS Corporation) an, dass sie Pläne habe, sich in zwei Aktiengesellschaften aufzuteilen. Das Unternehmen hatte nicht nur unter einem stagnierenden Aktienkurs zu leiden, sondern auch unter der Rivalität zwischen Les Moonves und Tom Freston, lange Zeit Führer von CBS und MTV Networks. Nach dem Ausscheiden von Mel Karmazin im Jahre 2004 teilte Sumner Redstone als Geschäftsführer und Vorstandsvorsitzender die Aufgaben des Vorsitzenden und des Leiters des operativen Geschäfts zwischen Moonves und Freston auf. Redstone sollte alsbald in den Ruhestand gehen, und eine Aufteilung wäre eine gute Lösung, um ihn zu ersetzen.
Die Aufteilung wurde am 14. Juni 2005 von der Direktion Viacoms genehmigt, zugelassen am 31. Dezember 2005, und setzte praktisch die Viacom/CBS-Fusion von 1999 außer Kraft. Der ursprüngliche Viacom-Konzern änderte seinen Namen in CBS Corporation und wurde von Moonves geleitet. Er beinhaltete nun Viacoms wachstumsschwache Geschäfte, namentlich CBS, UPN, CBS Radio, Simon & Schuster, Paramount Parks, Viacom Outdoor, Showtime und die meisten Fernsehproduktionsunternehmen. Diese, so sagten einige Analysten, bremsten das Wachstum der MTV-Networks-Kabelgeschäfte. Die Aufteilung wurde so vollzogen, dass die CBS-Corporation die Konzernsparten umfasste, die einst zur alten Viacom gehörten.
Auch das neue Unternehmen, die neue Viacom, wurde ausgegliedert und wurde von Freston geleitet. Darin zusammengefasst waren die MTV Networks, BET Networks, die Paramount-Filmstudios und die home entertainment-Geschäfte der Paramount Pictures. Diese Unternehmungen wurden als wachstumsstark kategorisiert (insbesondere MTV Networks und BET Networks) und würden diese in eigenständige Unternehmen aufgeteilt werden, würde das weiteres Kapital für zukünftige Käufe und Expansionen bringen. Sumner Redstone hielt immer noch 71 % der stimmberechtigten Aktienanteile und war Geschäftsführer beider Unternehmen.
Im Juni 2005 ließ die Viacom verlauten, sie habe Neopets, eine virtuelle Haustier-Webseite, gekauft. Im Dezember 2005 kündigte Viacom an, Dreamworks zu kaufen. Es schien so, dass Dreamworks' Film- und Fernsehstudios, jedoch nicht das Dreamworks-Archiv im Besitz von Viacom bleiben würden, obwohl CBS Paramounts eigenes Fernsehstudio gekauft hat.
2007 initiierte Viacom eine Klage gegen YouTube, da das Videoportal nicht ausreichend gegen unberechtigt eingestellte Videos vorgegangen sei. Im Juli 2008 gewann Viacom ein Gerichtsverfahren gegen YouTube, in welchem die Gesellschaft Daten über die Sehgewohnheiten sämtlicher YouTube-Nutzer einforderte.
Im März 2010 wurden Vorwürfe von YouTube bekannt, dass Viacom selbst über Mittelsmänner Videos hochladen ließ, die so verändert waren, dass sie wie illegale Aufnahmen aussahen. Nach Aussage des YouTube-Chefjustiziars seien auch einige der Videos, aufgrund deren Viacom YouTube auf eine Milliarde Dollar Schadenersatz verklagte, von Viacom selbst eingestellt.
2011 wurde das Unternehmen großräumig umstrukturiert. Zukünftig sollte sich das Tätigkeitsfeld in zwei große Bereiche gliedern: Die Viacom International Media Networks (Fernsehsender und Internetplattformen) und die Paramount Pictures (Filme). Gleichzeitig wurden Entlassungen von Mitarbeitern bekannt.
Im Januar 2019 übernahm Viacom den US-amerikanischen Sparten-Streaming-Dienst Pluto TV für 340 Millionen US-Dollar. Bereits seit Ende 2018 wird versucht, die Marke als freies, werbefinanziertes Angebot auf Portalen von Streaming-Anbietern in Europa zu etablieren, primär im Vereinigten Königreich und Deutschland über Amazon Prime und Sky Ticket. Pluto TV verfolgt ein ähnliches Konzept wie das zuvor gescheiterte Quazer von ProSiebenSat.1 Media, das wenige kuratierte Spartenkanäle und Archivinhalte, wie zugekaufte Dokumentationen oder Eigenproduktionen, in linearer Verbreitung anbot. Quazer wurde 2017 mangels Reichweite eingestellt und die Markenrechte – unter Beteiligung der ProSiebenSat1 Media SE – an Pluto TV veräußert. Abruf- bzw. Nutzerzahlen von Pluto TV für Europa sind derzeit nicht bekannt.
Am 13. August 2019 gaben CBS Corporation und Viacom ihren Zusammenschluss bekannt. Das kombinierte Unternehmen sollte ViacomCBS heißen, wobei Shari Redstone als Vorsitzende fungierte.

## Unternehmen im Besitz von Viacom

### Radiosender und -netzwerke
- CBS Radio (früher Infinity Broadcasting Corporation)
- Metro Networks

### Internet
- MTVi Group
- CBS Internet Group
- MarketWatch.com (25 %)
- Nickelodeon Online
- BET.com
- Neopets
- Pluto TV

### Filmproduktion und -vertrieb
- DreamWorks SKG
- Paramount Pictures
- MTV Films
- Nickelodeon Movies
- Republic Pictures
- UIP (Joint-Venture mit NBC Universals Universal studios)

### Werbung
- Viacom Consumer Products
- Infinity Outdoor (Billboards)
- Famous Music

### Kinoketten
- Paramount Theaters
- Famous Players Kanada

### Verlagswesen
- The Free Press
- MTV Books
- Nickelodeon Books
- Pocket Books

### Fernsehsender und -networks
- MTV Networks
  - MTV
  - MTV Networks Asia Pacific
    - MTV Thailand

  - Viacom International Media Networks (Europa)
    - MTV UK
    - MTV Germany
    - MTV France
    - MTV Italia
    - MTV Portugal
    - MTV Nederland
    - MTV Español
    - MTV Polska
    - MTV Turkey
    - Nickelodeon Deutschland
    - Nickelodeon Austria
    - Nickelodeon Schweiz
    - Nickelodeon Nederland
    - Nickelodeon Vlaanderen
    - Nickelodeon Canada
    - Nickelodeon UK & Ireland
    - Comedy Central Deutschland
    - Comedy Central Austria
    - Comedy Central Schweiz
    - Comedy Central Nederland
    - Comedy Central Magyarország
    - Comedy Central Polska
    - Comedy Central UK & Ireland
    - Comedy Central Extra

- - Nickelodeon
    - Nick Jr.
    - TeenNick (Joint Venture mit dem Children’s Television Workshop)
    - Nicktoons
    - Nick at Nite
    - Nicknight
    - Nickelodeon Games and Sports for Kids

  - TV Land
  - CMT
  - Spike
  - Paramount Network
  - VH1
    - VH1 UK & Ireland
    - VH1 Europe
    - VH1 Danmark
    - VH1 Brasil
    - VH1 Export
    - VH1 Polska
    - VH1 Россия
    - VH1 Country
    - VH1 Soul
    - VH1 Classic
    - VH1 Uno

  - LOGO
- Viacom Blink! (mit Endemol)
- Showtime Networks
  - Showtime
  - The Movie Channel
  - Sundance Channel (Joint-Venture mit Robert Redford und den Universal Studios)
  - FLIX
- SET Pay-Per-View
- Black Entertainment Television (BET)

### Fernsehproduktion und -vertrieb
- Paramount Television
- Spelling Entertainment Group (80 %)
- Big Ticket Television
- Viacom Productions
- King World Productions

### Sonstiges
- Blockbuster Video – großer Video- und DVD-Verleih